# 海利根格拉伯
海利根格拉伯（德語：Heiligengrabe）是德国勃兰登堡州的一个市镇，隶属于东普里格尼茨-鲁平县。总面积为207.64平方千米，截至2020年总人口为4370人。